# 周廷叅
周廷參（16世紀—1601年），字誠之，號建宇，湖廣衡州府衡山縣籍，長沙府茶陵州人，明朝政治人物。

## 生平
八月初十日生，治易经。周廷參是萬曆十六年（1588年）戊子科湖廣鄉試第二十九名舉人，二十三年（1595年）乙未科會試第二百五十五名，廷試三甲第五十七名進士。吏部觀政，本年六月授浙江海寧縣知縣，當時海寇肆虐，聲言要奪取錢塘，他派遣訓練過的壯士潛入倭寇，誘導對方而伏擊，賊眾因此潰散，並擒獲渠帥。丁憂歸，二十九年四月卒于京邸。

## 家族
曾祖周民善，寿官。祖周伟，贡士、直隶凤阳府宿州學正。父周允昌，儒官。母秦氏，继母谭氏。具庆下。弟廷台、廷賓。娶易氏。

## 引用
1. ↑  《萬曆二十三年乙未科進士履歷》：周廷參，建宇，易二房，戊辰八月初十日生。衡山籍長府茶陵州人，戊子二十九名，会试二百五十五名，三甲五十七名。吏部政，授浙江海宁知县，卒。
2. 1 2  嘉慶《大清一統志·卷三百六十三·衡州府》：周廷參 衡山人，嘉靖【萬曆】進士，知海寧縣。時倭寇海上，聲言取錢塘一路，廷參遣素所練壯士，密投入倭中，誘之先渡，設伏邀擊，所遣壯士從中起，賊眾奔潰，遂擒其渠。
3. ↑  道光《衡山縣志》·卷三十六·選舉：周廷參 萬厯二十三年乙未（進士），浙江海寧縣知縣……周廷參 萬厯十六年戊子科（舉人），詳進士
4. ↑  康熙《海寧縣志》·卷五：（萬曆）二十四年（知縣） 周廷參 茶陵州【衡山縣】人，由進士
5. ↑  《萬曆乙未科進士同年序齿録》